# Pausó
Pausó (Pauson, Παύσων) fou un pintor grec del que es coneixen molt poques coses, però que sens dubte fou important per la manera com és esmentat per Aristòtil: ὥσπερ οἱ γραφει̂ς, Πολύγνωτος μὲν κρείττους, Παύσων δὲ χείρους, Διονύσιος δε ὁμοίους εἴκαζεν. Segons això dibuixava a les persones tal com eren, sense embellir-los ni desfigurar-los per bé o per mal, a diferència de Polignot que els millorava amb una representació idealitzada. També pintava representacions remarcant algunes característiques a manera de caricatura.
Probablement va viure al segle iv aC (o finals del segle V aC).